# Chinese Democracy
Chinese Democracy es el sexto álbum de estudio de la banda estadounidense de hard rock, Guns N' Roses. El álbum fue lanzado al mercado el 23 de noviembre de 2008 en Estados Unidos. Es el primer disco con canciones originales de la banda después del lanzamiento simultáneo del álbum doble Use Your Illusion I y Use Your Illusion II en septiembre de 1991; cuenta con Axl Rose y Dizzy Reed como únicos miembros originales del grupo musical. Debutó con un tercer puesto en el Billboard 200 y obtuvo la certificación de platino por parte de la RIAA. Ha vendido más de 8 millones de copias alrededor del mundo, el número de ventas fue un logro notable, ya que a finales de 2008 muy poco público compraba discos, y por otro lado también estaba el enorme problema de la piratería. El álbum pasó por un proceso de grabación prolongado, retrasado por problemas legales, personales y el perfeccionismo del vocalista Axl Rose. A mediados de la década de 1990, en medio de diferencias creativas y personales, los guitarristas Slash y Gilby Clarke, el bajista Duff McKagan y el baterista Matt Sorum renunciaron o fueron despedidos. Solo quedaron Rose y el teclista Dizzy Reed.
En el regreso oficial de los miembros fundadores Slash y Duff McKagan a la banda, el 8 y 9 de abril de 2016 en Las Vegas, se tocaron tres canciones de este álbum: "Chinese Democracy", "Better" y "This I Love", con los solos improvisados por Slash. El álbum es considerado la producción musical más cara de toda la historia, con un coste total de 13 millones de dólares.

## Antecedentes
En septiembre de 1991, Guns N' Roses lanzó los álbumes Use Your Illusion I y Use Your Illusion II, que vendieron un total de 11 millones de copias en los Estados Unidos. En noviembre de 1991, durante la gira Use Your Illusion Tour, el guitarrista rítmico y miembro fundador Izzy Stradlin abandonó abruptamente la banda, citando agotamiento con las giras y conflictos con sus compañeros de banda, y fue reemplazado por Gilby Clarke. En noviembre de 1993, Guns N' Roses lanzó The Spaghetti Incident?, un álbum de versiones de canciones de glam rock y punk rock. Aunque fue certificado platino en 1994, vendió significativamente menos que sus lanzamientos anteriores. Guns N' Roses había empezado a escribir nueva música y grabar nuevo material en 1994, pero para ese mismo año Axl Rose se retiró de la vida pública mientras que la banda se fue desintegrando con el tiempo. Sin embargo, el bajista Duff McKagan dijo que la banda "estaba tan drogada en ese momento que nada terminó". El guitarrista Slash acusó al cantante Axl Rose de dirigir la banda "como una dictadura". Rose dijo más tarde sobre el estado disfuncional de la banda: "Todavía necesitábamos la colaboración de la banda en su conjunto para escribir las mejores canciones. Dado que nada de eso sucedió, esa es la razón por la que ese material fue descartado". En 1998, Axl Rose volvió a los estudios con la nueva formación completa: el bajista Tommy Stinson, los guitarristas Robin Finck y Paul Tobias, los pianistas Dizzy Reed y Chris Pitman y el baterista Josh Freese. Durante esos momentos Geffen Records había ofrecido un $1 millón de dólares a Axl si completaban el álbum el siguiente año y agregaría otro millón si el álbum estaba listo para antes del 1 de marzo de 1999.
Más tarde Axl Rose contrató al guitarrista Buckethead y al baterista Bryan Mantia para reemplazar a Robin Finck y Josh Freese, quienes abandonaron la banda para unirse a A Perfect Circle. Un año después, Finck volvió a la banda como tercer guitarrista. El 1 de enero de 2001, Guns N' Roses tocó su primer concierto en más de 5 años en el House of Blues en Las Vegas. Esto siguió con su actuación como cabeza del Rock in Rio III el 14 de enero frente 190.000 personas. El 29 de agosto de 2002 la banda hizo una visita sorpresa a los MTV Video Music Awards tocando Welcome to the jungle junto con una nueva canción, Madagascar.

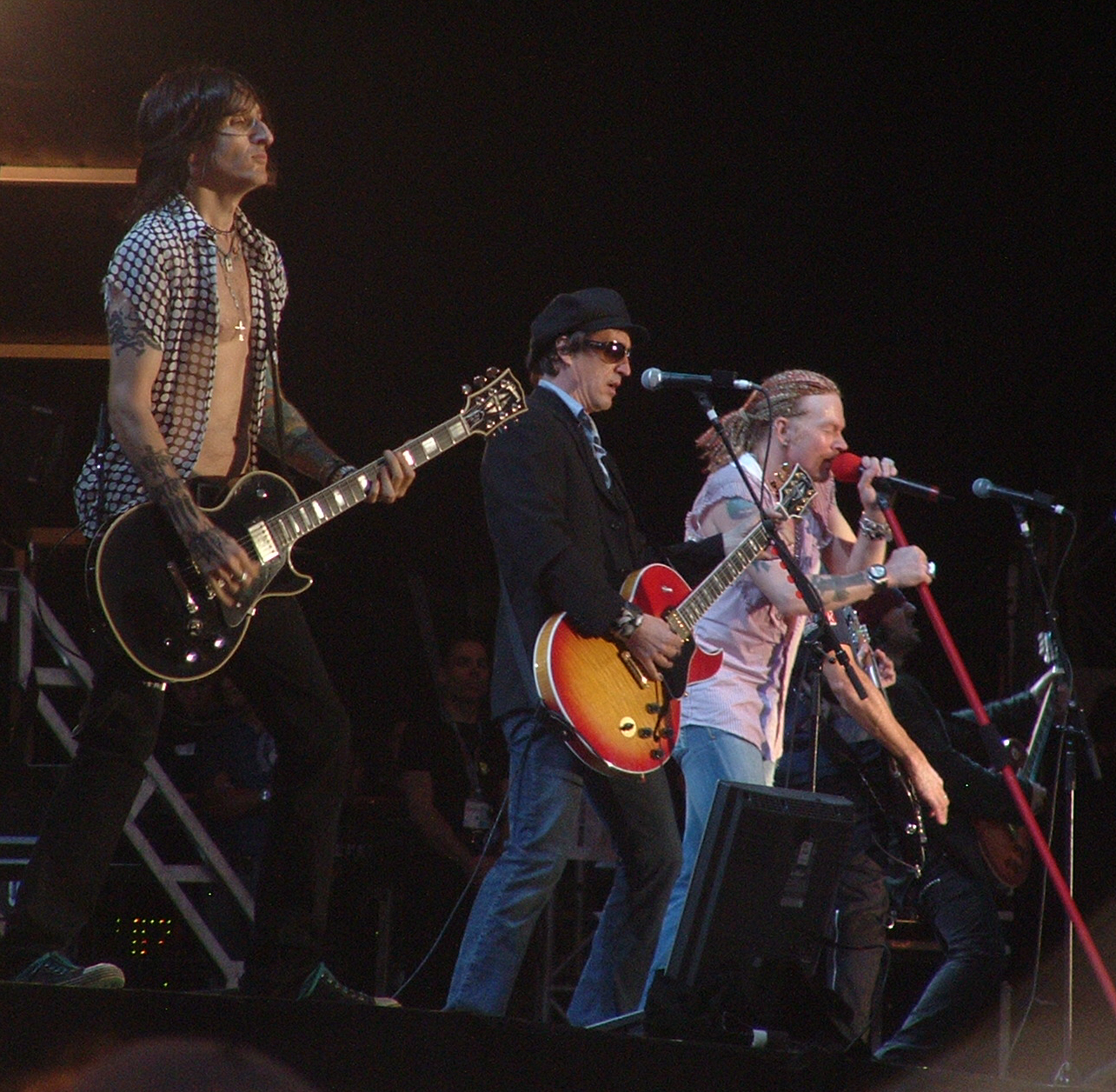
Guns N' Roses en 2006.

Después, Ron "Bumblefoot" Thal sustituyó al guitarrista Buckethead, con esto se reanudaron las giras en mayo de 2006 y grabó las pistas restantes de guitarra para el álbum y así la banda estuvo de gira todo el año. el baterista Frank Ferrer reemplazó al baterista Bryan Mantia e igual grabó las pistas faltantes de batería en el álbum. El 14 de diciembre, Rose publicó una carta abierta para los fanes en el sitio web de la banda, afirmando que las giras que estaban realizando estaban tomando el tiempo que la banda requería para finalizar la grabación del álbum. También declaró que la banda se había separado de su mánager, Merck Mercuriadis, dando a entender que esa fue la razón por la cual el álbum no fue publicado ese año. También se incluyó en la carta que la fecha para el lanzamiento del álbum sería el 6 de marzo de 2007; sin embargo fue retrasada nuevamente.

## Portada

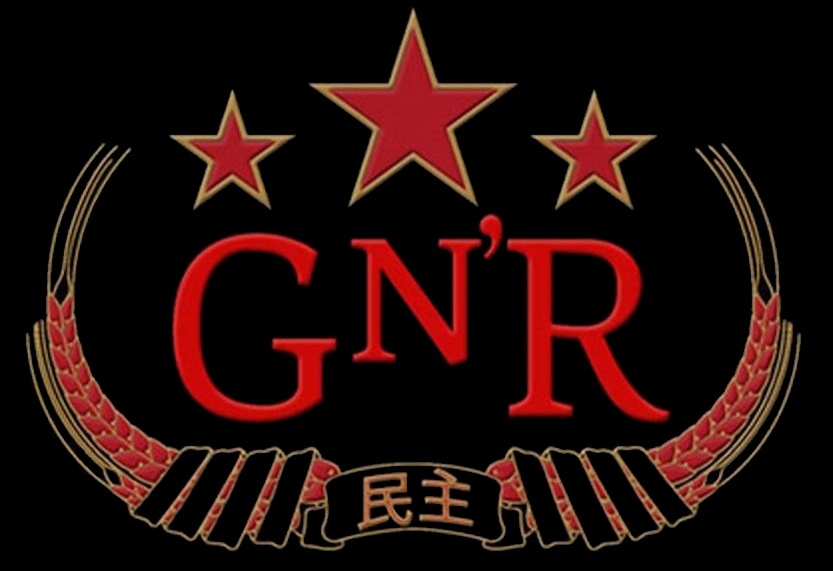
El logotipo de Guns N 'Roses aparece en la portada de Chinese Democracy

La portada cuenta con una fotografía en sepia de una bicicleta con una gran cesta de mimbre apoyada contra una pared en la que está el nombre de la banda de grafiti, fue fotografiado en Kowloon Walled City por Terry Hardin. Tres estrellas comunistas rojas están por encima de las letras "GNR" en el lado con el nombre de la banda y el título del álbum, que están escritos verticalmente. Según el director artístico Ryan Corey, Rose concibió la portada de la bicicleta en el inicio del álbum.
La pintura de Shi Lifeng "Controlling No. 3" fue elegida por Rose y utilizada como cubierta alternativa para una "edición de lujo". Fue utilizado para la descarga de Rock Band 2 y lanzado en CD en pequeñas cantidades. El folleto alternativo comienza con un breve ensayo escrito por Rose titulado "Fear N 'Freedom: The Future of China and Western Society". El folleto del álbum presenta varias obras de arte de Lifeng, incluido un puño ensangrentado que sostiene una estrella cubierta por figuras humanas agitadas. Fotografías del horizonte de Hong Kong y el ejército chino también aparecen en el folleto. El folleto también incluye imágenes de Rose, Buckethead, Stinson, Pitman, Finck, Fortus, Bumblefoot, Reed, Brain y Ferrer junto con las letras de las canciones.

## Sonido
En 1999, «Oh My God» fue lanzada en el film End of Days como parte de la banda sonora. Fue producido por los actuales miembros de Guns N' Roses; Axl Rose, Dizzy Reed y, también por los exmiembros el guitarrista rítmico Paul Tobias, el bajista Tommy Stinson, el baterista Josh Freese, Dave Navarro, y el instructor de guitarra de Rose, Gary Sunshine quien también hizo trabajos de guitarra sobre esta canción. Hace un tiempo esta canción iba a estar dentro del nuevo CD, pero luego fue confirmado que «Oh My God» no estará en el Chinese Democracy.
Las canciones que fueron creadas y promovidas durante el tour del 2001-2002 han variado notablemente en sonido. «Street Of Dreams» y «Madagascar» son canciones épicas como «November Rain», en cuanto a «Rhiad And The Bedouins» tiene riffs y gritos al estilo Led Zeppelin, mientras que «Silkworms» suena como rock industrial con influencias de The Prodigy pero con una esencia punk. Dizzy Reed ha indicado que esta pista no estará en Chinese Democracy. Rose ha dicho en una entrevista en el "Chinese Democracy Tour" del 2002 que la banda tenía que poner aún en evidencia las "armas grandes" en lo que respecta a canciones que serán agregadas al álbum.
El 13 de enero de 2006, Rose habló acerca del álbum en la fiesta de "Korn's tour":

Es un disco bastante complicado, estoy tratando de hacer algo distinto. Algunos arreglos se asemejan a Queen. Algunos dirán que no suena a Axl Rose, que no suena como Guns N' Roses. Pero estoy seguro de que van a gustar por lo menos unas pocas canciones.
Axl Rose

En un artículo para Rolling Stone el 2006, el exmiembro de Skid Row, Sebastian Bach describió el álbum y confirmó su presencia en él

Es un álbum muy cool, es rudo, con fuertes gritos, fuertes riffs de guitarras, pero tiene un sonido totalmente moderno. La palabra para él es `magnífico.' Es épico. Él se ha reinventado con todo otra vez. Hay una canción llamada «Sorry» que es algo como doom metal, junto con Axl cantando, el golpe como lento es muy fuerte, no puedo conseguir sacarlo de mi cabeza.
Sebastian Bach a Rolling Stone

## Lanzamiento y promoción
El 22 de febrero de 2007, el amigo de la banda y nuevo mánager Del James, anunció que las sesiones de grabación para el álbum habían finalizado y que el álbum estaba en proceso de remasterización. James dijo también que no había ninguna fecha fija de lanzamiento para el álbum pero que las cosas parecían estar moviéndose después de un gran número de retrasos. El 14 de septiembre de 2008, la canción "Shackler's Revenge" apareció en el videojuego Rock Band 2 siendo este el primer lanzamiento de estudio oficial de la banda después de Oh My God en 1999. El seguimiento de la canción fue seguido por el lanzamiento de "If the World" que apareció en los créditos de la película Body of Lies. En octubre, la fecha de lanzamiento del álbum fue anunciada por Billboard, fijada para el 23 de noviembre de ese mismo año. En los Estados Unidos, el álbum se comercializa exclusivamente en Best Buy. El primer sencillo del álbum Chinese Democracy fue publicado el 22 de octubre de 2008, seguido por el segundo Better el 17 de noviembre. El álbum también fue lanzado como contenido descargable para la serie de videojuegos Rock Band, el 14 de abril de 2009.
Billboard anunció una fecha de lanzamiento firme para Chinese Democracy, el 23 de noviembre de 2008. El primer sencillo, "Chinese Democracy", fue lanzado el 22 de octubre de 2008. Fue presentado en el programa Opie and Anthony transmitido por KROQ-FM. "Better" fue lanzado como un sencillo promocional el 17 de noviembre de 2008, seguido de "Street of Dreams" en marzo de 2009.
Varios días antes de su lanzamiento, la banda transmitió el álbum en su página de Myspace. Se reprodujo más de 3 millones de veces, rompiendo el récord de Myspace para el álbum más transmitido de la historia. Después del lanzamiento del álbum, Rose no apareció en público durante varios meses y no respondió a las llamadas del sello para promocionar el álbum. El 12 de diciembre, Rose respondió preguntas y publicó declaraciones sobre el registro, excompañeros de banda y planes de gira en varios foros de fanáticos de Guns N 'Roses. El 9 de febrero de 2009, en su primera entrevista oficial desde el lanzamiento, Rose dijo que "no tenía información para creer que hubo una participación o esfuerzo real de Interscope". En una retrospectiva de 2018, Billboard denunció la comercialización del álbum, declarando:

El disco de rock más esperado de la historia fue asesinado por miles de golpes y golpes al cuerpo diferentes, incluidas obras de arte con las que el artista no estaba comprometido, pero el colosal error de marketing fue el golpe de gracia de Tyson-esque .
Billboard

La banda anunció una nueva etapa del Chinese Democracy Tour en marzo de 2009, que duró desde diciembre de 2009 hasta diciembre de 2012. Finck se fue antes de la gira para reunirse con Nine Inch Nails; fue reemplazado por DJ Ashba. En diciembre de 2009 se lanzó un libro de tablaturas para guitarra del álbum

### Canciones descartadas y un próximo álbum
Según Bumblefoot, una canción, "Atlas Shrugged", se cortó en el último segundo debido a las limitaciones de tiempo de reproducción del CD. Canciones mencionadas por los involucrados en la grabación que no hicieron el álbum final incluyen "Atlas Shrugged", "Oklahoma", "Thyme", "The General", "Elvis Presley and the Monster of Soul" (también conocido como "The Soul Monster" y "Leave Me Alone"), "Ides of March", "Silkworms", "Jackie Chan", "Down By The Ocean", "Zodiac", "Quick Song" y "We Were Lying".
En 2014, Rose dijo que una "segunda parte" de Chinese Democracy y un álbum remix estaban completos y pendientes de lanzamiento. En agosto de 2013, "Going Down", una canción grabada durante las sesiones, se filtró en línea, así como las remezclas de varias canciones del álbum. En 2018, Billboard informó que se suponía que el seguimiento a Chinese Democracy se lanzaría en 2016, pero se suspendió cuando Slash y Duff McKagan regresaron a la banda. El guitarrista Richard Fortus confirmó el trabajo en un nuevo álbum en 2018.
En 2019, 20 discos de demos de las sesiones se filtraron en línea después de que un fanático compró un casillero de almacenamiento (que se cree que pertenece a Zutaut) que los contenía.
En 2021, la banda publicó dos nuevos sencillos llamados "Absurd" y "Hard Skool" (conocidas anteriormente como "Silkworms" y "Jackie Chan" respectivamente, pertenecientes a las sesiones de Chinese Democracy) siendo el primer nuevo material desde la publicación de Chinese Democracy en 2008 y el primer trabajo de estudio con Slash y Duff McKagan desde 1994. También en una entrevista en ese año a Slash, dijo que desde la reunión en 2016 hasta la fecha no se habían sentado a componer material nuevo, y dando a entender que el próximo álbum de la banda serán las canciones que Axl tiene pendientes de lanzar desde hace años de las sesiones del CD, que irán sacando de a sencillos hasta formar un álbum completo.

### Censura en la República Popular de China
El álbum está prohibido en la República Popular de China, debido a la crítica percibida en su canción principal del Gobierno de la República Popular de China y de referencia para el Falun Gong. El gobierno chino dijo a través de los medios de comunicación que "da la lanza punto sobre China"

## Lista de canciones
Todas las canciones fueron escritas líricamente por Axl Rose.
| N.º | Título                 | Escritor(es)                                                        | Duración |  |
| 1.  | «Chinese Democracy»    | Axl Rose, Josh Freese                                               | 4:42     |  |
| 2.  | «Shackler's Revenge»   | Axl Rose, Buckethead, Brian Mantia, Caram Constanzo, Peter Scaturro | 3:36     |  |
| 3.  | «Better»               | Axl Rose, Robin Finck                                               | 4:57     |  |
| 4.  | «Street of Dreams»     | Axl Rose, Dizzy Reed, Tommy Stinson                                 | 4:46     |  |
| 5.  | «If the World»         | Axl Rose, Caram Constanzo                                           | 4:53     |  |
| 6.  | «There Was a Time»     | Axl Rose, Dizzy Reed, Tommy Stinson                                 | 6:40     |  |
| 7.  | «Catcher in the Rye»   | Axl Rose, Paul Tobias                                               | 5:52     |  |
| 8.  | «Scraped»              | Axl Rose, Buckethead, Caram Constanzo                               | 3:30     |  |
| 9.  | «Riad N' the Bedouins» | Axl Rose, Tommy Stinson                                             | 4:09     |  |
| 10. | «Sorry»                | Axl Rose, Buckethead, Brian Mantia, Peter Scaturro                  | 6:13     |  |
| 11. | «I.R.S.»               | Axl Rose, Dizzy Reed, Paul Tobias                                   | 4:28     |  |
| 12. | «Madagascar»           | Axl Rose, Chris Pitman                                              | 5:37     |  |
| 13. | «This I Love»          | Axl Rose                                                            | 5:33     |  |
| 14. | «Prostitute»           | Axl Rose, Paul Tobias                                               | 6:14     |  |

## Créditos

### Miembros actuales
- Axl Rose: voz, piano, guitarra rítmica en Madagascar
- Richard Fortus: guitarra rítmica
- Dizzy Reed: teclados, voces de fondo

### Miembros anteriores
- Ron Thal: guitarra rítmica, guitarra líder
- Chris Pitman: teclados, sintetizadores, voces de fondo
- Robin Finck: guitarra líder
- Buckethead: guitarra líder
- Bryan Mantia: batería, percusión
- Josh Freese: batería, percusión
- Paul Tobias: guitarra rítmica, voces de fondo
- Tommy Stinson: bajo, voces de fondo
- Frank Ferrer: batería, percusión

### Solos de Guitarra
- Chinese Democracy: Robin Finck, Buckethead
- Shackler's Revenge: Bumblefoot
- Better: Buckethead, Robin Finck
- Street of Dreams: Robin Finck, Buckethead
- If the World: Buckethead
- There Was a Time: Robin Finck, Buckethead
- Catcher in the Rye: Bumblefoot, Robin Finck
- Scraped - Bumblefoot, Buckethead
- Riad N' The Bedouins: Bumblefoot, Buckethead
- Sorry: Buckethead
- I.R.S.: Robin Finck, Buckethead
- Madagascar: Richard Fortus, Buckethead
- This I Love: Robin Finck
- Prostitute: Buckethead

### Dato extra
Brian May estuvo presente en las primeras grabaciones del disco, sin embargo, a pesar de haber grabado varias canciones (entre ellas Catcher In the Rye) sus partes de guitarra no fueron colocadas en la versión final del disco publicado en el 2008 y eso se puede comprobar en los respectivos créditos oficiales.
Actualmente, se pueden encontrar esa y más demos por internet.

## Colaboraciones
- Patti Hood: Arpa (This I Love).
- Marco Beltrami: Orquesta.
- Paul Buckmaster: Orquesta.
- Sebastian Bach: Voz (Sorry).

## Posiciones en listas

### Álbum
| Año  | Cantidad                   | Posición |
| ---- | -------------------------- | -------- |
| 2008 | European Top 100           | 1        |
| 2008 | Argentina Albums Chart     | 1        |
| 2008 | Lista musical de Canadá    | 1        |
| 2008 | Finlandia Albums Chart     | 1        |
| 2008 | Nueva Zelanda Albums Chart | 1        |
| 2008 | Polonia Albums Chart       | 1        |
| 2008 | Eslovenia Albums Chart     | 1        |
| 2008 | Suiza Albums Chart         | 1        |
| 2008 | Lista musical británica    | 2        |
| 2008 | Alemania Albums Chart      | 2        |
| 2008 | Noruega Albums Chart       | 2        |
| 2008 | EE. UU. Billboard 200      | 3        |
| 2008 | Australia Albums Chart     | 3        |
| 2008 | Austria Albums Chart       | 3        |
| 2008 | Irlanda Albums Chart       | 3        |
| 2008 | Israel Albums Chart        | 3        |
| 2008 | Lista musical italiana     | 3        |
| 2008 | Japón Albums Chart         | 3        |
| 2008 | Bélgica Albums Chart       | 2        |
| 2008 | Países Bajos Albums Chart  | 4        |
| 2008 | Hungría Albums Chart       | 4        |
| 2008 | Lista musical de México    | 3        |
| 2008 | Rusia Albums Chart         | 4        |
| 2008 | Lista musical sueca        | 4        |
| 2008 | Dinamarca Albums Chart     | 7        |
| 2008 | Portugal Albums Chart      | 9        |
| 2008 | Francia Albums Chart       | 5        |
| 2008 | Grecia Albums Chart        | 10       |

### Sencillos
| Año  | Canción             | Lista musical                 | Posición |
| ---- | ------------------- | ----------------------------- | -------- |
| 2008 | "Chinese Democracy" | Billboard Hot 100             | 34       |
| 2008 | "Chinese Democracy" | Hot Mainstream Rock Tracks    | 5        |
| 2008 | "Chinese Democracy" | Hot Modern Rock Tracks        | 24       |
| 2008 | "Chinese Democracy" | Canadian Hot 100              | 10       |
| 2008 | "Chinese Democracy" | UK Singles Chart              | 9        |
| 2008 | "Chinese Democracy" | Australian ARIA Singles Chart | 10       |
| 2008 | "Chinese Democracy" | Norwegian Top 20              | 1        |
| 2008 | "Chinese Democracy" | Sverigetopplistan             | 3        |
| 2008 | "Better"            | Hot Mainstream Rock Tracks    | 10       |
| 2009 | "Street of Dreams"  | Canadian Song Charts          | 44       |